# محوطه دو جون
محوطه دو جون مربوط به عصر مس - دوره اشکانیان است و در شهرستان خرم‌آباد، بخش پاپی، دهستان کشور، ۱۲۰ متری جنوب شرق روستای تازان واقع شده و این اثر در تاریخ ۲۸ اسفند ۱۳۸۵ با شمارهٔ ثبت ۱۸۶۱۱ به‌عنوان یکی از آثار ملی ایران به ثبت رسیده است.